# David Schildkraut
David Schildkraut (7. ledna 1925 – 1. ledna 1998) byl americký jazzový saxofonista. Pocházel z hudební rodiny, jeho otec hrál na klarinet. On sám studoval klarinet a altsaxofon od střední školy. Profesionálně poprvé vystupoval v roce 1941 se zpěvákem Louisem Primou. Během své kariéry spolupracoval s řadou dalších hudebníků, mezi něž patří například Miles Davis, Stan Kenton a Oscar Pettiford. Svou jedinou nahrávku jako leader pořídil v roce 1979. Ta však vyšla až po jeho smrti, v roce 2000, pod názvem Last Date. Rovněž pracoval v kanceláři pro společnost Decca Records.